# Cor de penya
El cor de penya, cor de roca, trencapedres, pinell de roca, pinzell de roca o pericó pinzell (Hypericum ericoides) és una planta herbàcia de la familia de les clusiàcies, abans anomenada "hipericàcies".

## Distribució i hàbitat
És una planta del Mediterrani occidental que es troba principalment al País Valencià.
Viu als badalls de penyes i fissures de roques calcàries als llocs assolellats.

## Descripció
És una mata llenyosa petita molt ramificada des de la base, o xilopodi, de poc creixement anual. D'uns 20 cm d'alçada, sembla un bruc per la forma. Les fulles són nombroses, estretes, curtes i glauques de 2 a 6 mm de llargada i 1 mm d'amplada. Es cria en clavills o xicotetes.
Floreix durant l'estiu del juny a l'agost amb boniques floretes grogues de cinc pètals.

## Usos medicinals
El cor de penya s'utilitzava antigament a l'herboristeria tradicional casolana. Per a ús medicinal es recol·lectava la planta sencera, amb les arrels.
L'origen d'un dels noms d'aquesta planta "trencapedres" rau en el fet que ha estat emprada per a dissoldre les pedres del ronyó. S'ha utilitzat també per a millorar la circulació de la sang i per a incrementar l'apetit.